# Gens Brutia
La gens Brutia fue una familia romana durante la República tardía y el tiempo imperial. Ningún miembro de la gens obtuvo una magistratura importante hasta la última mitad del siglo I, cuando Lucius Bruttius Maximus fue procónsul  en Chipre.

## Origen
El nomen Bruttius probablemente indica que los antepasados de la gens eran de Bruttium, la región más meridional de Italia. Los brucios eran un pueblo osco descendiente de los lucanos, de quienes afirmaron su independencia durante el cuarto siglo a. C. El nombre de Bruttii, que adoptaron para ellos, puede ser un nombre pre-sabélico, significando "fugitivos".

## Praenomina
Los praenomina utilizados por los Bruttii son Lucius, Gaius, y Quintus.

## Ramas y cognomina
No aparecen familias diferenciadas de los Bruttii bajo la República, durante la cual, el único cognomen conocido es Sura. Varios apellidos aparecen en tiempo imperial, de los cuales todos menos Balbus parecen pertenecer a la misma familia. Los otros son Maximus , Praesens, y Crispinus. Esta familia provino de Volceii, en Lucania, y parece haber hecho un hábito de adoptar nombres de la línea femenina.  La combinación de Quinctius o Quintius Crispinus probablemente afirma el descenso de la familia de la antigua casa Patricia de los Quinctii Crispini.